# 長谷寺

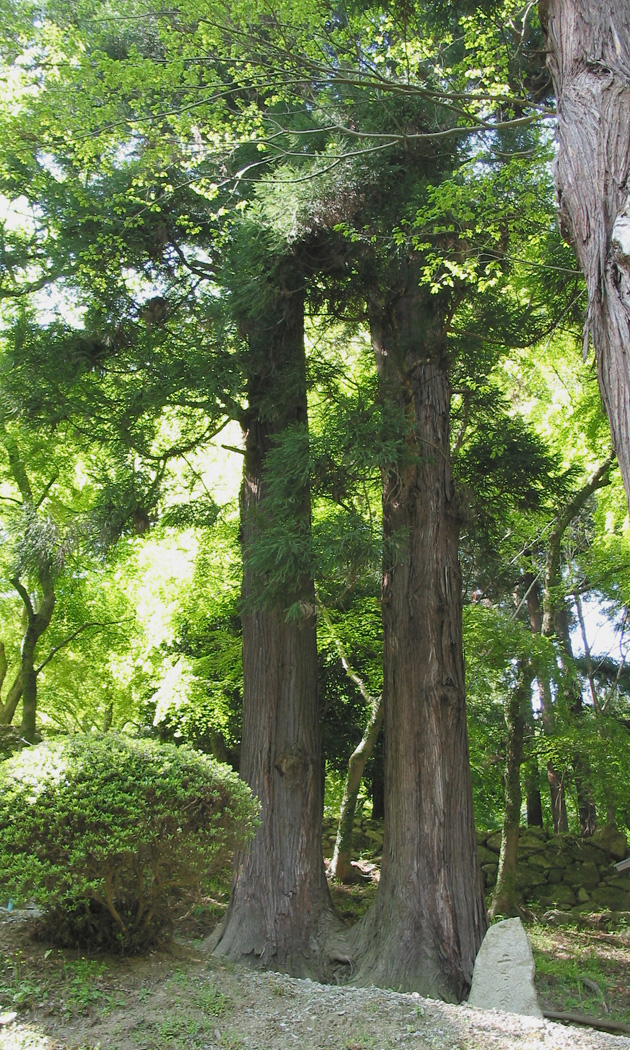
二本の杉

長谷寺（はせでら）は、奈良県桜井市初瀬（はせ）にある真言宗豊山派の総本山の寺院。山号は豊山（ぶさん）。院号は神楽院（かぐらいん）。本尊は十一面観音（十一面観世音菩薩）。開山は道明とされる。西国三十三所第8番札所。寺紋は輪違い紋。
本尊真言：おん まかきゃろにきゃ そわか
ご詠歌：いくたびも参る心ははつせ寺 山もちかいも深き谷川

## 概要
大和国と伊勢国を結ぶ初瀬街道を見下ろす初瀬山の中腹に本堂が建つ。初瀬山は牡丹の名所であり、4月下旬から5月上旬は150種類以上、7,000株といわれる牡丹が満開になり、当寺は古くから「花の御寺」と称されている。また『枕草子』『源氏物語』『更級日記』など多くの古典文学にも登場する。中でも『源氏物語』にある玉鬘の巻のエピソード中に登場する「二本（ふたもと）の杉」は現在も境内に残っている。

## 歴史
当寺の創建は奈良時代で8世紀前半と推定されるが、創建の詳しい時期や事情は不明である。寺伝によれば、天武天皇の朱鳥元年（686年）に僧の道明が初瀬山の西の丘（現在、本長谷寺が建てられている場所）に天武天皇の銅板法華説相図（千仏多宝仏塔）を安置して三重塔を建立、続いて神亀4年（727年）に僧の徳道が聖武天皇の勅命により東の丘（現在の本堂の地）に近江国高島郡から流れ出でた霊木で本尊の十一面観音像を作成し祀ったという。しかし、これらのことについては正史に見えず伝承の域を出ない。
承和14年（847年）12月21日に定額寺に列せられ、天安2年（858年）5月10日に三綱が置かれたことが記され、長谷寺もこの時期に官寺と認定されて別当が設置されたとみられている。なお、貞観12年（870年）に諸寺の別当・三綱は太政官の解由（審査）の対象になることが定められ、長谷寺も他の官寺と共に朝廷（太政官）の統制下に置かれた。それを裏付けるように10世紀以後の長谷寺再建に際しては諸国に対しては国宛を、諸寺に対しては落慶供養参加を命じるなど、国家的事業として位置づけられている。
長谷寺は平安時代中期以降、観音霊場として貴族の信仰を集めた。万寿元年（1024年）には藤原道長が参詣しており、中世以降は武士や庶民にも信仰を広めた。
創建当時の長谷寺は東大寺（華厳宗）の末寺 であったが、平安時代中期には興福寺（法相宗）の末寺となり、16世紀以降は覚鑁（興教大師）によって興され頼瑜僧正により成道した新義真言宗の流れをくむ寺院となっている。
天正16年（1588年）に豊臣秀吉により根来寺を追われた新義真言宗門徒が入山し、同派の僧正専誉により真言宗豊山派が成立していった。
この後、本堂が焼失するが徳川家光の寄進によって慶安3年（1650年）に再建された。
寛文7年（1667年）には徳川家綱の寄進で本坊が建立されたが、1911年（明治44年）に表門を残して全て焼失した。しかし、1924年（大正13年）に再建されている。
近年は、子弟教育・僧侶（教師）の育成に力を入れており、学問寺としての性格を強めている。
十一面観音を本尊とし「長谷寺」を名乗る寺院は鎌倉の長谷寺をはじめ日本各地に多くあり、240か寺ほど存在する。他と区別するため「大和国長谷寺」「総本山長谷寺」等と呼称することもある。
門前町初瀬の参道脇には、西国三十三所の観音霊場をつくるよう閻魔大王から託宣されたと伝わる僧侶の徳道が天平7年（735年）創立したといわれる番外札所法起院（徳道上人廟）があり、初瀬川 (奈良県)を渡るとかつて長谷寺の鎮守社であった與喜天満神社がある。

## 本堂

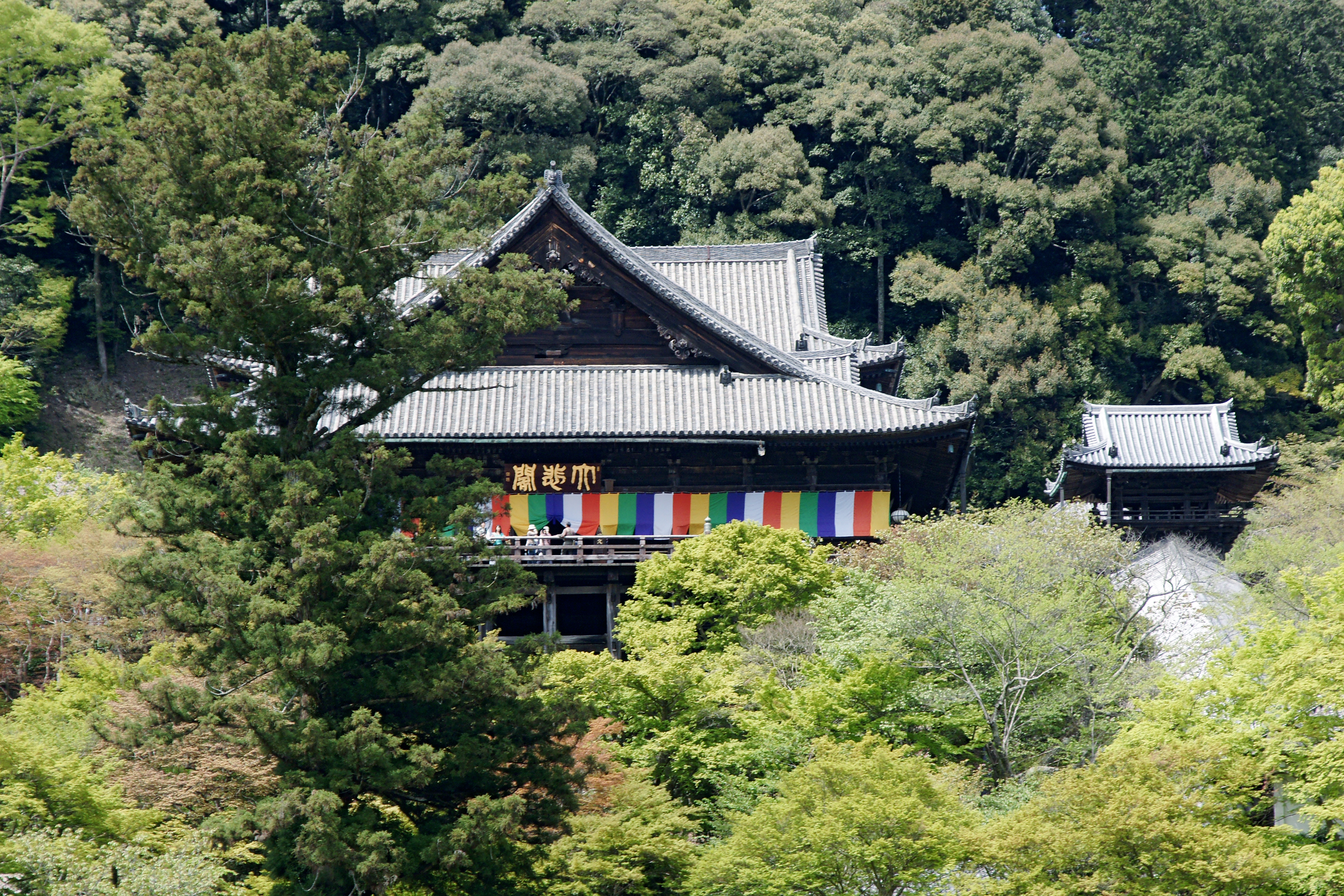
本堂（礼堂）を望む

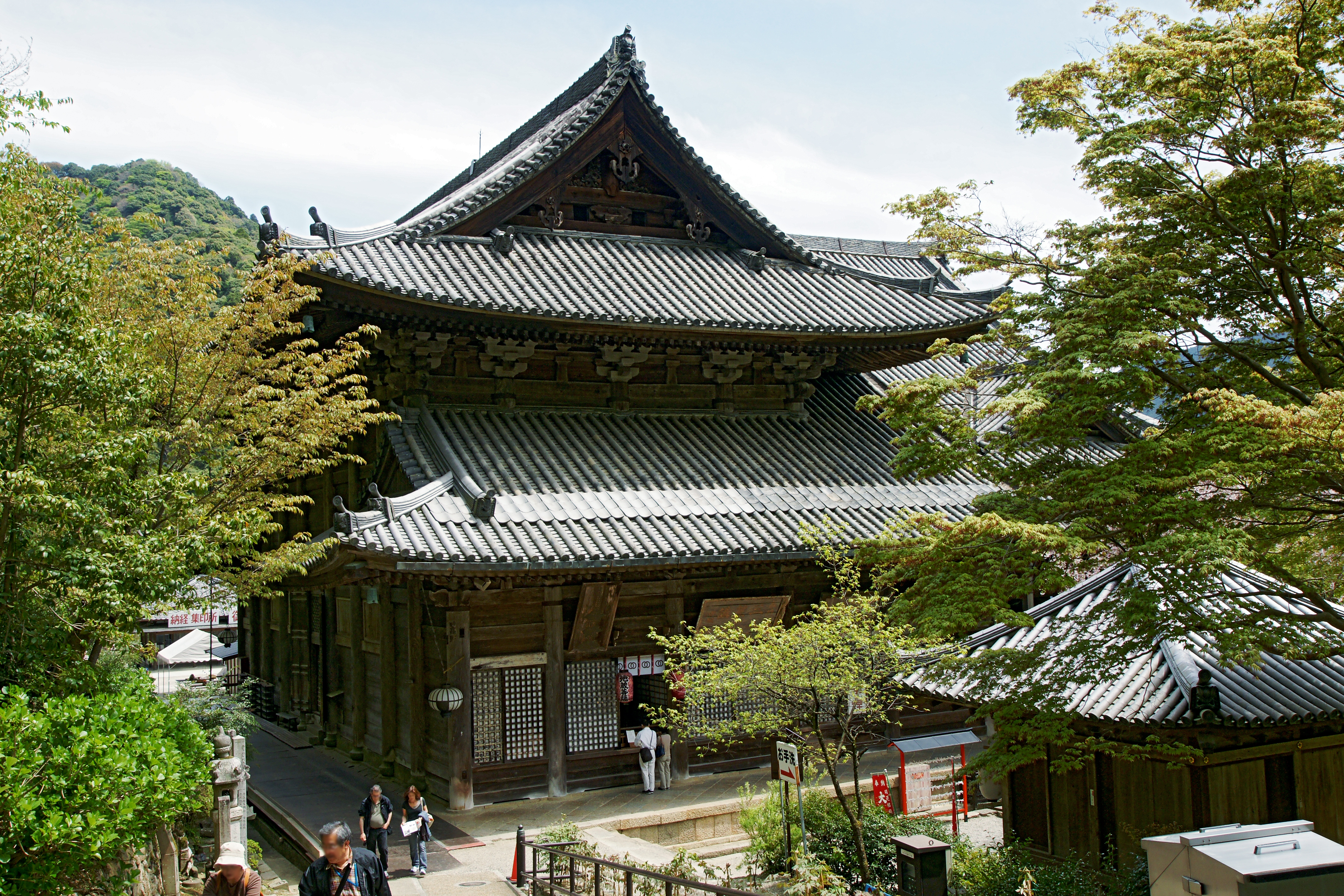
本堂（正堂）を西北から見る

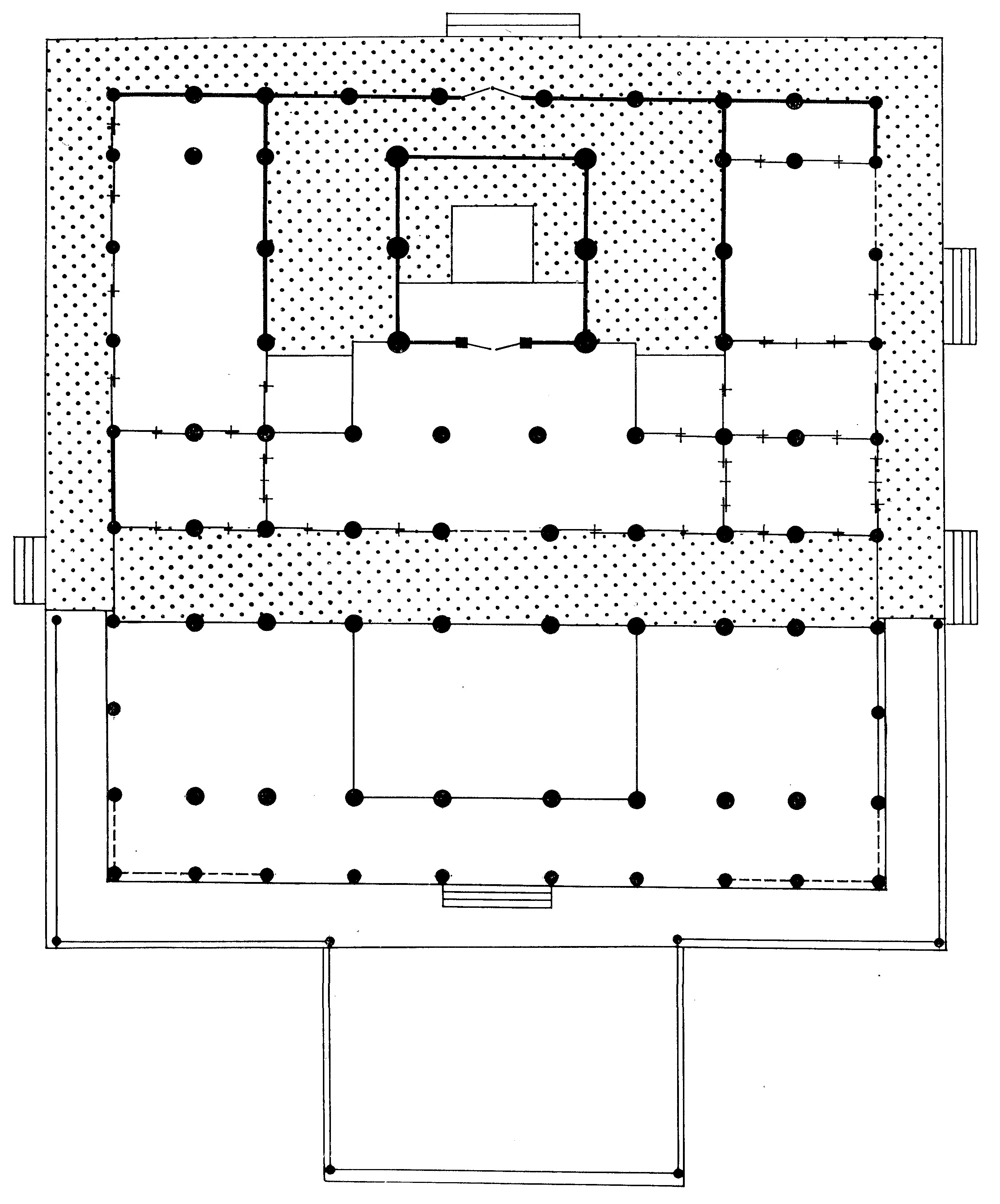
本堂平面図

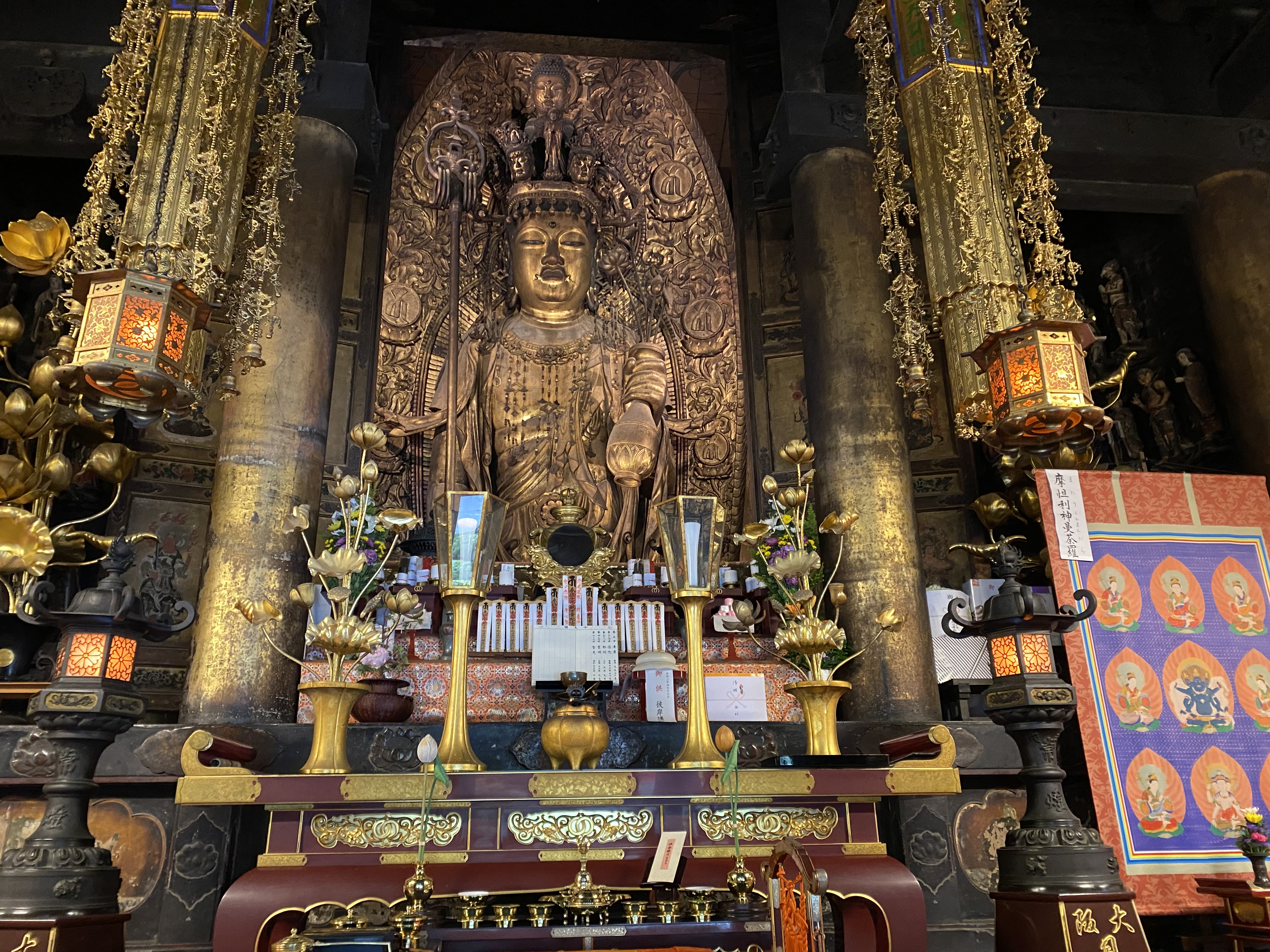
本尊十一面観音像

国宝。本尊を安置する正堂（しょうどう）、相の間、礼堂（らいどう）から成る巨大な建築で、前面は京都の清水寺本堂と同じく懸造になっている。本堂は奈良時代の創建後、室町時代の天文5年（1536年）までに計7回焼失している。7回目の焼失後、本尊の十一面観音像は天文7年（1538年）に再興（現存・8代目）。本堂は豊臣秀長の援助で再建に着手し、天正16年（1588年）に新しい堂が竣工した。ただし、現存する本堂はこの天正再興時のものではなく、その後さらに建て替えられたものである。
現存の本堂は、徳川家光の寄進を得て正保2年（1645年）から工事に取り掛かり、5年後の慶安3年（1650年）に落慶したものである。同年6月に記された棟札によると、大工中井大和守を中心とする大工集団による施工であった。天正再興時の本堂は、元和4年（1618年）には雨漏りが生じていたことが記録されているが、わずか数十年後に修理ではなく全面再建とした理由は明らかでなく、背景に何らかの社会的意図があったとの指摘もある。高さ10メートル以上ある本尊の十一面観音像は、前述のとおり天文7年に完成しており、慶安3年の新本堂建設工事は本尊を原位置から移動せずに行われた。そのため、本堂は内陣の中にさらに内々陣（本尊を安置）がある複雑な構成となっており、内々陣は巨大な厨子の役目をしている。
本堂は傾斜地に南を正面として建つ。平面構成・屋根構成とも複雑だが、おおまかには本尊を安置する正堂（奥）、参詣者の為の空間である礼堂（手前）、これら両者をつなぐ相の間の3部分からなる。全体の平面規模は間口25.9メートル、奥行27.1メートル。正堂は一重裳階付き。構造的には間口7間、奥行4間、入母屋造平入りの身舎の前面と両側面に1間幅の裳階をめぐらせた形になり、全体としては9間×5間となる（「間」は長さの単位ではなく、柱間の数を意味する。以下の文中においても同様）。礼堂部分は入母屋造妻入り、間口9間、奥行4間で、このうち奥の間口9間、奥行1間分を相の間とする。礼堂の棟と正堂の棟はT字形に直交し、礼堂正面側には入母屋屋根の妻を大きく見せる。礼堂の屋根は側面では正堂の裳階の屋根と一体化している。礼堂の左右側面にはそれぞれ千鳥破風を付し、屋根構成をさらに複雑にしている。礼堂の前半部分は床下に柱を組み、崖面に迫り出した懸造とし、前方に舞台を張り出す。屋根は全て本瓦葺き。組物は正堂身舎が出組（一手先）、正堂裳階と礼堂は三斗とする。
礼堂は床は板敷き、天井は化粧屋根裏（天井板を張らず、構成材をそのまま見せる）とし、奥2間分は中央部分を高めた切妻屋根形の化粧屋根裏とする。相の間は一段低い石敷きで、化粧屋根裏とする。正堂の平面構成は複雑だが、おおむね手前の奥行1間分を外陣、その奥を内陣とする。外陣は板敷きで、天井は中央を化粧屋根裏、左右を格天井とする。その奥は中央の間口5間、奥行4間を内陣とし、その東西の各間口2間分は、東を宰堂室、西を集会所等とする。内陣は石敷き、格天井とし、その中央の二間四方を本尊を安置する内々陣とする。内々陣部分には切妻屋根が架かり、独立した構造となっている。
本堂は近世前半の大規模本堂の代表作として、2004年（平成16年）12月、国宝に指定された。棟札2枚、平瓦1枚（慶安元年銘）、造営文書・図面等3件が国宝の附（つけたり）指定となっている。

## 木造十一面観音立像
重要文化財。本尊は木造十一面観音立像である。長谷寺の本尊像については、神亀年間（724年 - 729年）に近隣の初瀬川に流れ着いた巨大な神木が大いなる祟りを呼び、恐怖した村人の懇願を受けて開祖徳道が祟りの根源である神木を観音菩薩像に作り替え、これを近くの初瀬山に祀ったという長谷寺開山の伝承がある。伝承の真偽はともかく、当初像は「神木」等、何らかのいわれのある木材を用いて刻まれたものと思われる。現在の本尊像は天文7年（1538年）の再興。仏像彫刻衰退期の室町時代の作品だが、10メートルを超える巨像を破綻なくまとめている。国宝・重要文化財指定の木造彫刻の中では最大のものである。本像は通常の十一面観音像と異なり、右手には数珠とともに地蔵菩薩の持つような錫杖を持ち、方形の磐石の上に立つ姿である。左手には通常の十一面観音像と同じく水瓶を持つ。伝承によれば、これは地蔵菩薩と同じく自ら人間界に下りて衆生を救済して行脚する姿を表したものとされ、他の宗派（真言宗他派も含む）には見られない独特の形式である。この種の錫杖を持った十一面観音を「長谷寺式十一面観音（長谷型観音）」と呼称する。

## 境内

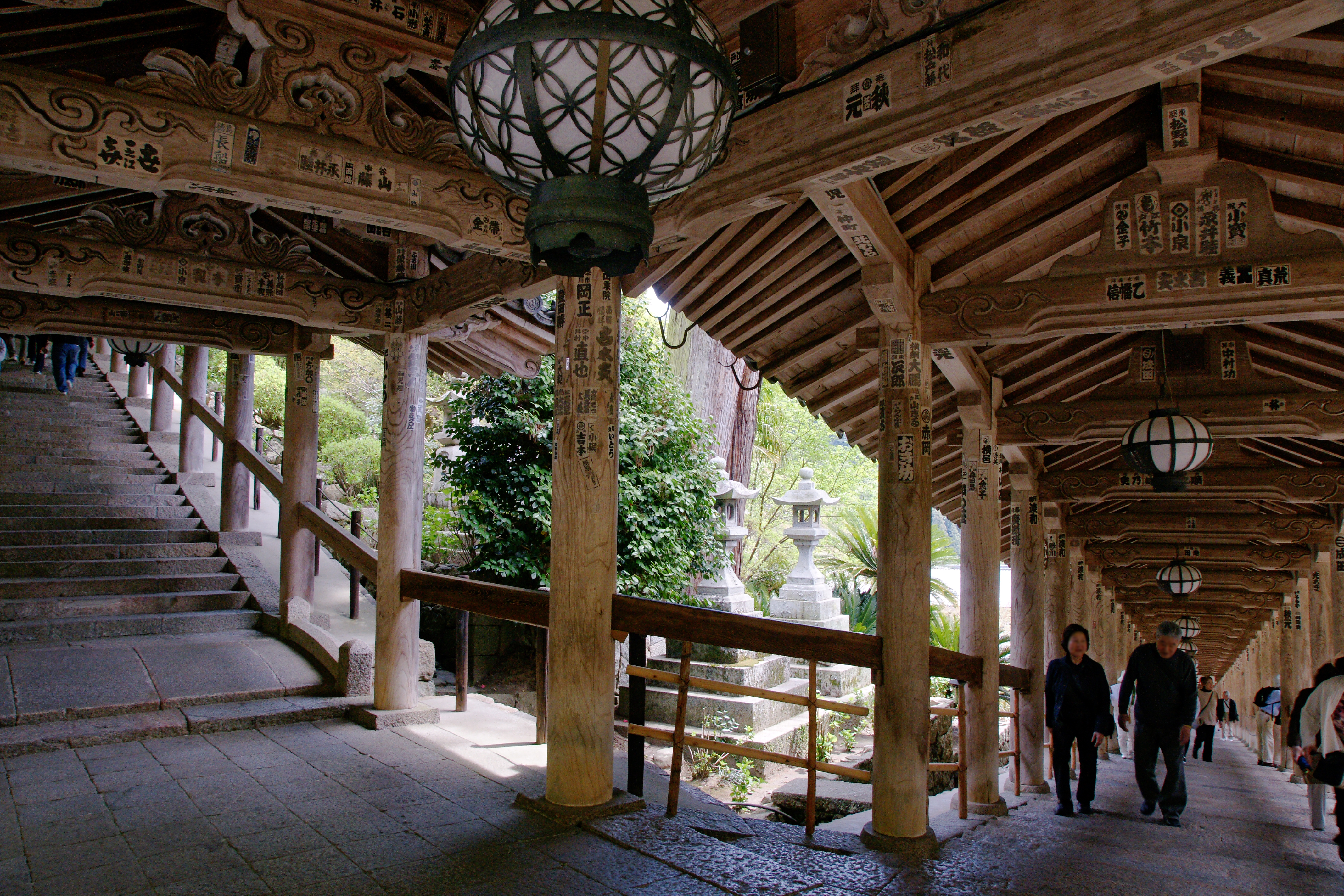
登廊（中登廊と下登廊）

初瀬山の山麓から中腹にかけて伽藍が広がる。入口の仁王門から本堂までは399段の登廊（のぼりろう、屋根付きの階段）を上る。本堂の西方の丘には「本長谷寺」と称する一画があり、五重塔などが建つ。本堂が国宝に、仁王門、登廊5棟（下登廊、繋屋、中登廊、蔵王堂、上登廊）、三百余社、鐘楼、繋廊が重要文化財に指定されている。現存の本堂は8代目で、慶安3年（1650年）の竣工。登廊は長暦3年（1039年）に春日社の社司・中臣信清が我が子の病気平癒の御礼で寄進したとされるが、現存するものは近世以降の再建である。現存する蔵王堂、上登廊、三百余社、鐘楼、繋廊は本堂と同じ時期の建立。仁王門、下登廊、繋屋、中登廊の4棟は1882年（明治15年）の火災焼失後の再建で、仁王門は1885年（明治18年）、下登廊、繋屋、中登廊は1889年（明治22年）の建立である。これら明治再建の建物も、境内の歴史的景観を構成するものとして重要文化財に指定されている。
- 本堂 - 慶安3年（1650年）に徳川家光により再建。解説は既出。
- 愛染堂
- 三社権現（瀧蔵三社）
- 能満院 - 子院。
- 三百余社（重要文化財） - 慶安3年（1650年）建立。
- 繋廊（重要文化財） - 慶安3年（1650年）建立。
- 鐘楼（重要文化財） - 慶安3年（1650年）再建。梵鐘は「尾上の鐘」と呼ばれる。
- 馬頭夫人社
- 上登廊（重要文化財） - 慶安3年（1650年）再建。そもそもは長暦3年（1039年）に春日大社の社司中臣信清が子の病気平癒の御礼として寄進したもの。登廊は百八間、三九九段、上・中・下の三廊に分かれている[3]。
- 蔵王堂（重要文化財） - 慶安3年（1650年）建立。
- 中登廊（重要文化財） - 1889年（明治22年）再建。
- 繋屋（重要文化財） - 1889年（明治22年）再建。
- 三部権現社
- 下登廊（重要文化財） - 1889年（明治22年）再建。
- 金蓮院 - 子院。
- 慈眼院 - 子院。
- 梅心院 - 子院。
- 月輪院 - 子院。
- 宗宝蔵 - 宝物殿。長谷寺六坊の一つであった清浄院の跡地に建つ[3]。
- 道明上人御廟塔
- 昭和寮
- 歓喜院 - 子院。
- 茶室「加藻庵」
- 仁王門（重要文化財） - 1889年（明治22年）再建。長谷寺の総門。入母屋造、本瓦葺の三間一戸の楼門。平安時代、一条天皇の頃に創建された。その後、度重なる火災により焼失し現在の門は1889年（明治22年）に再建されたものである。勅額「長谷寺」の文字は後陽成天皇の宸筆である[3][8]。
- 大黒堂
- 開山堂
- 弘法大師御影堂
- 供御所
- 白山権現社
- 本長谷寺 - 天武天皇の勅願により、道明上人がここに精舎を造営したという。長谷寺創建の地に建っている[3]。
- 一切経蔵
- 三重塔跡 - 礎石が残る。1876年（明治9年）に落雷で焼失した。
- 五重塔 - 三重塔があった北側に1954年（昭和29年）建立された。戦後、日本で初めて建てられた五重塔で、昭和の名塔と呼ばれている[3]。
- 納骨堂
- 奥の院
  - 陀羅尼堂
  - 興教大師祖師堂
  - 専誉僧正廟塔
  - 豊臣秀長供養塔
- 本願院 - 子院。
- 六角堂（写経殿）
- 香港居士林
- 白心寮
- 本坊
  - 中雀門（重要文化財） - 明和3年（1766年）建立。表門。
  - 大玄関（重要文化財） - 1923年（大正12年）再建。設計は岸熊吉。
  - 庫裏（重要文化財） - 1923年（大正12年）再建。設計は岸熊吉。
  - 小書院（重要文化財） - 1923年（大正12年）再建。設計は阪谷良之進。
  - 奥書院（重要文化財） - 1920年（大正9年）再建。設計は阪谷良之進。
  - 大講堂（重要文化財） - 1919年（大正8年）再建。設計は天沼俊一。
  - 唐門（重要文化財） - 1924年（大正13年）再建。設計は岸熊吉
  - 回廊（重要文化財） - 1924年（大正13年）再建。設計は岸熊吉。
  - 護摩堂（重要文化財）1923年（大正12年）再建。設計は岸熊吉。
  - 土蔵（重要文化財） - 19世紀中頃建立。
- 普門院 - 子院。
  - 不動堂
- 法起院 - 子院。西国三十三所観音霊場番外札所。
  - 徳道上人御廟塔

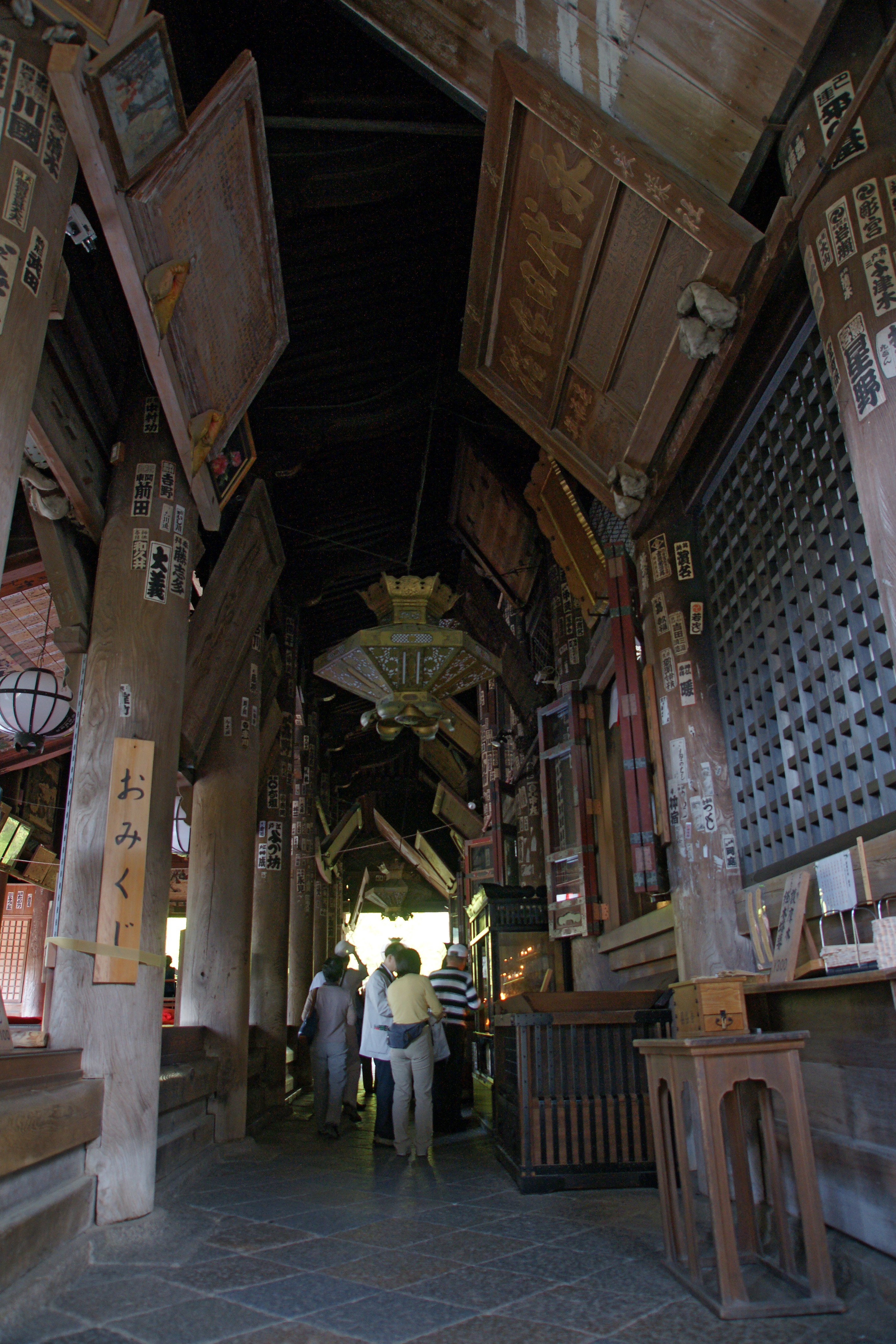
本堂（相の間）、右は正堂、左は礼堂
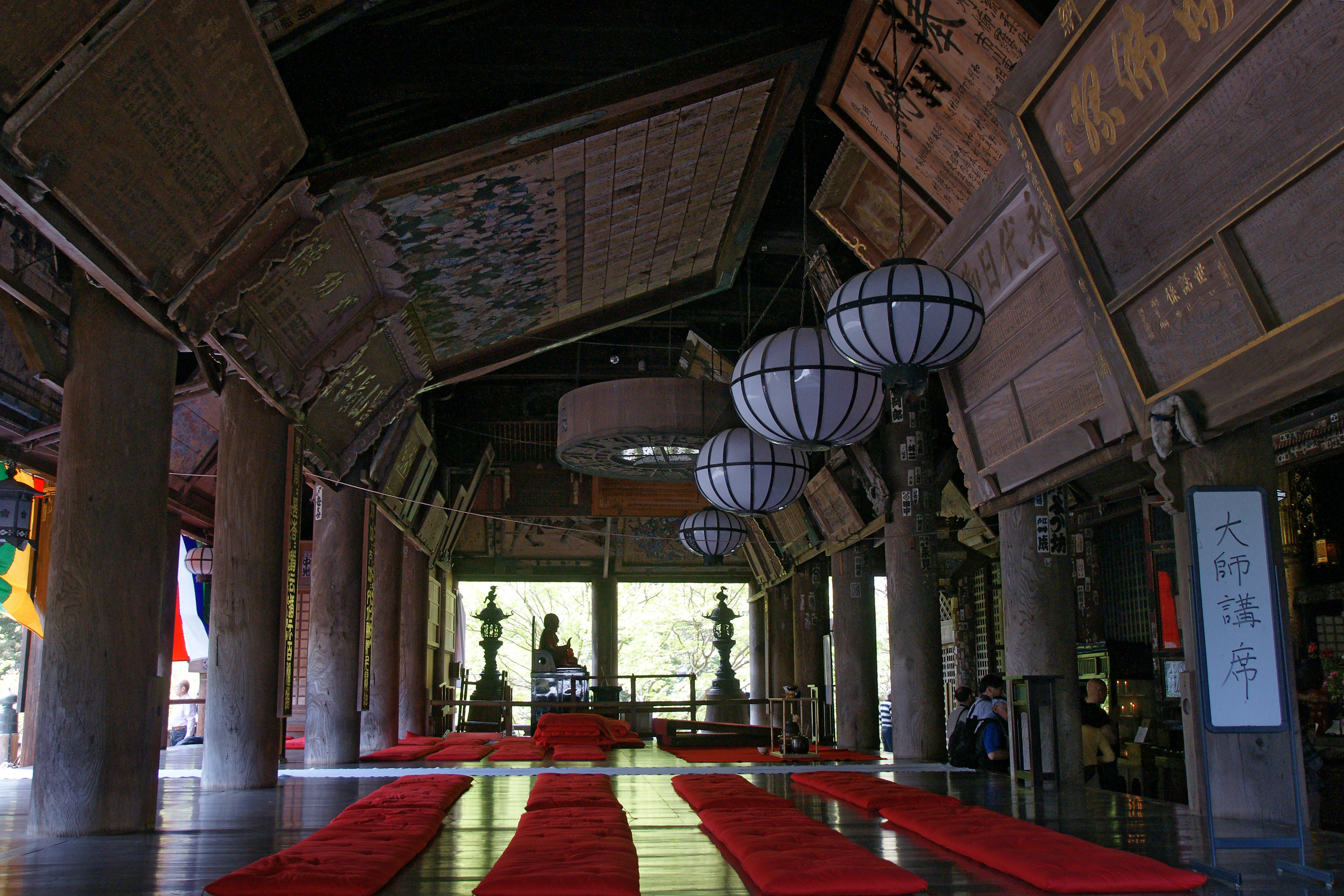
本堂（礼堂）内部、右方が正堂
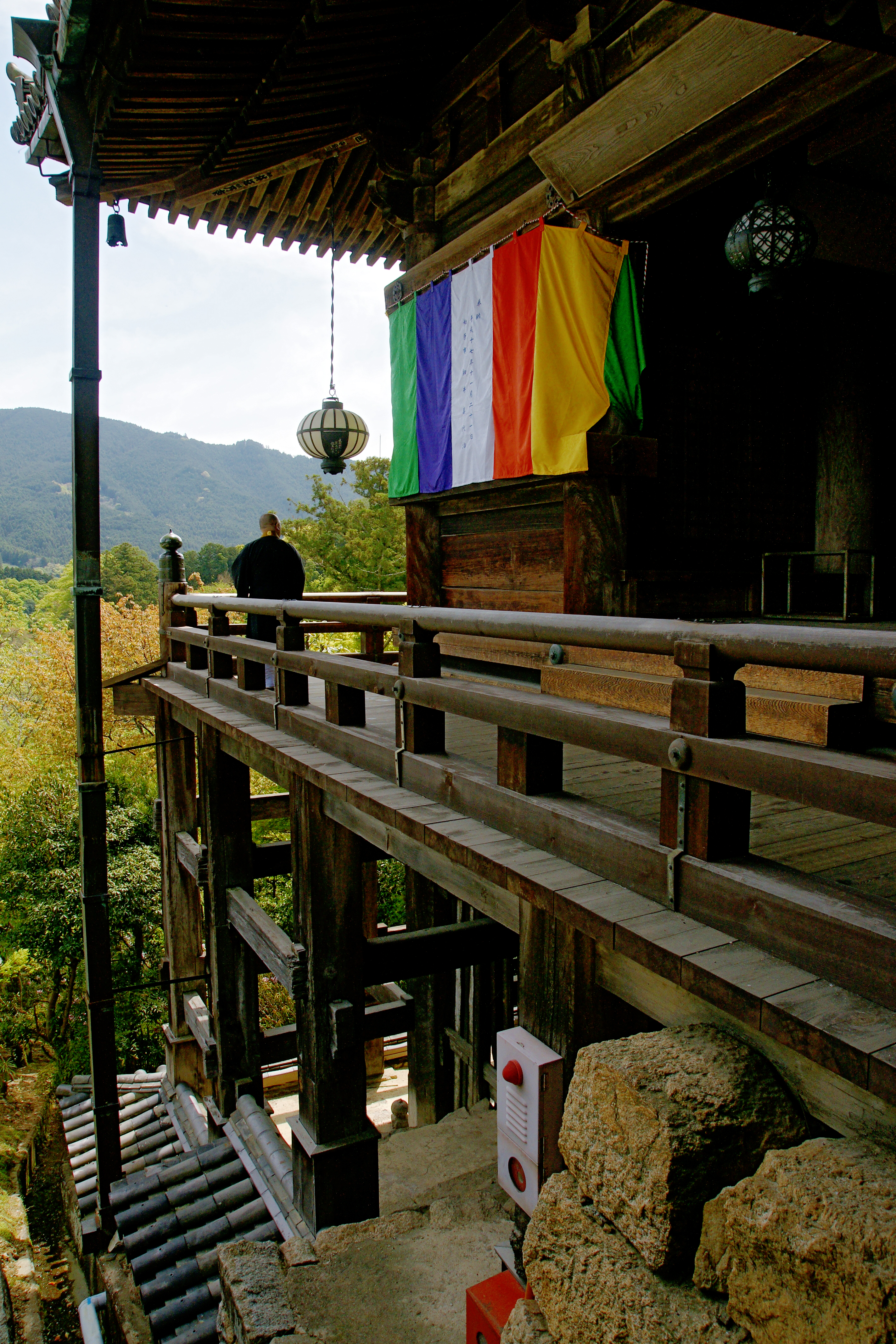
本堂（礼堂）の懸造部分
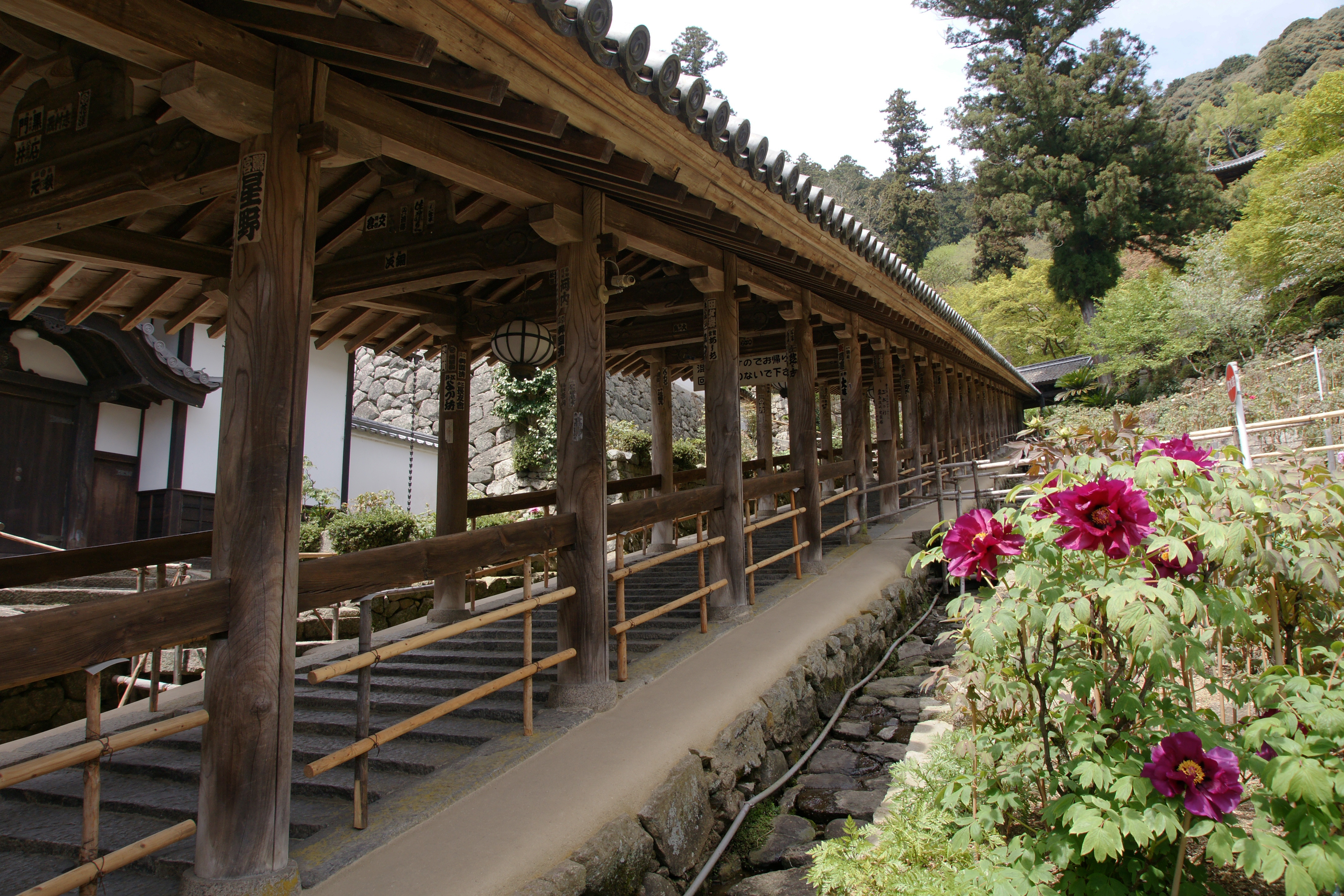
下登廊と牡丹
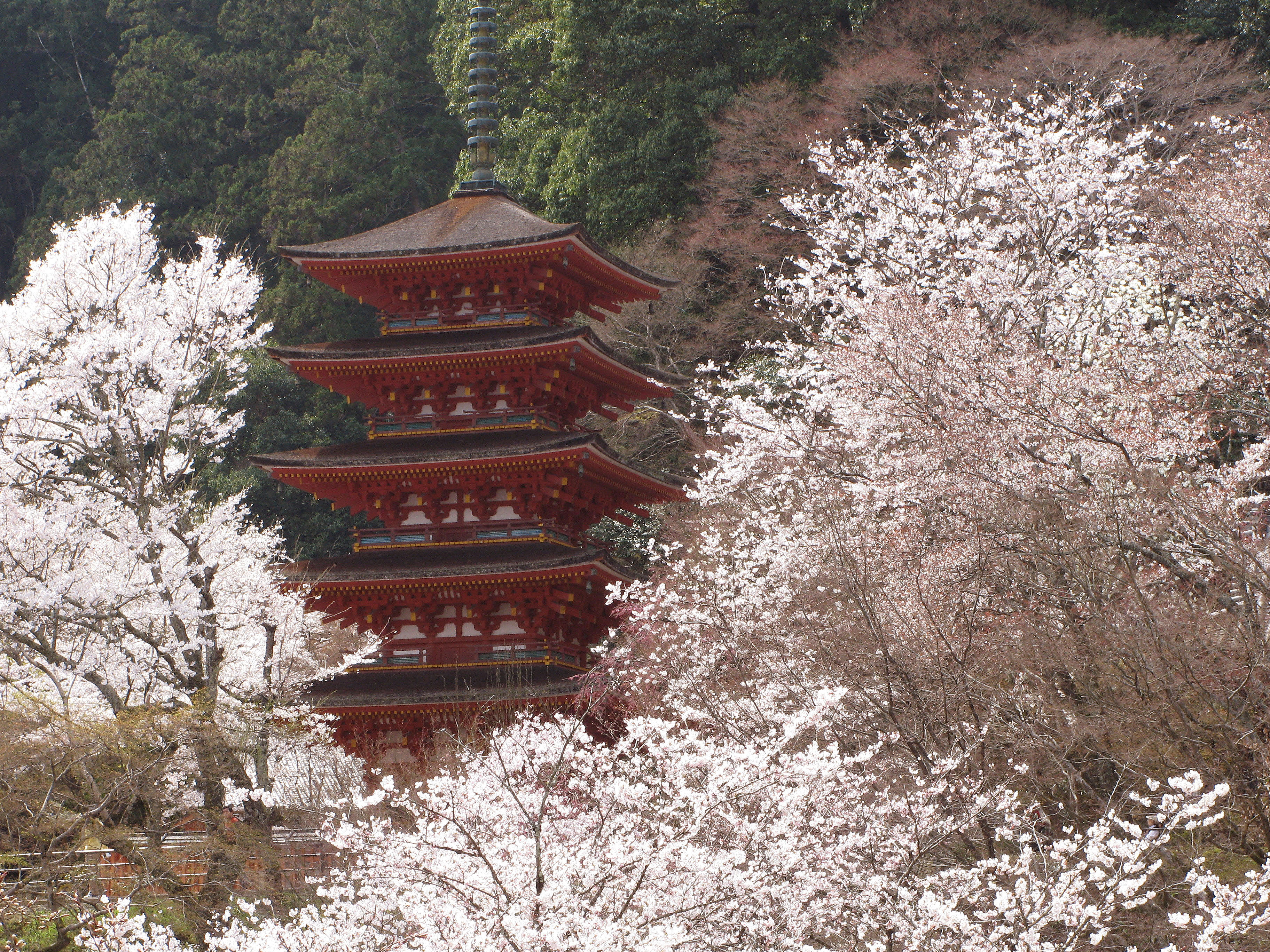
五重塔

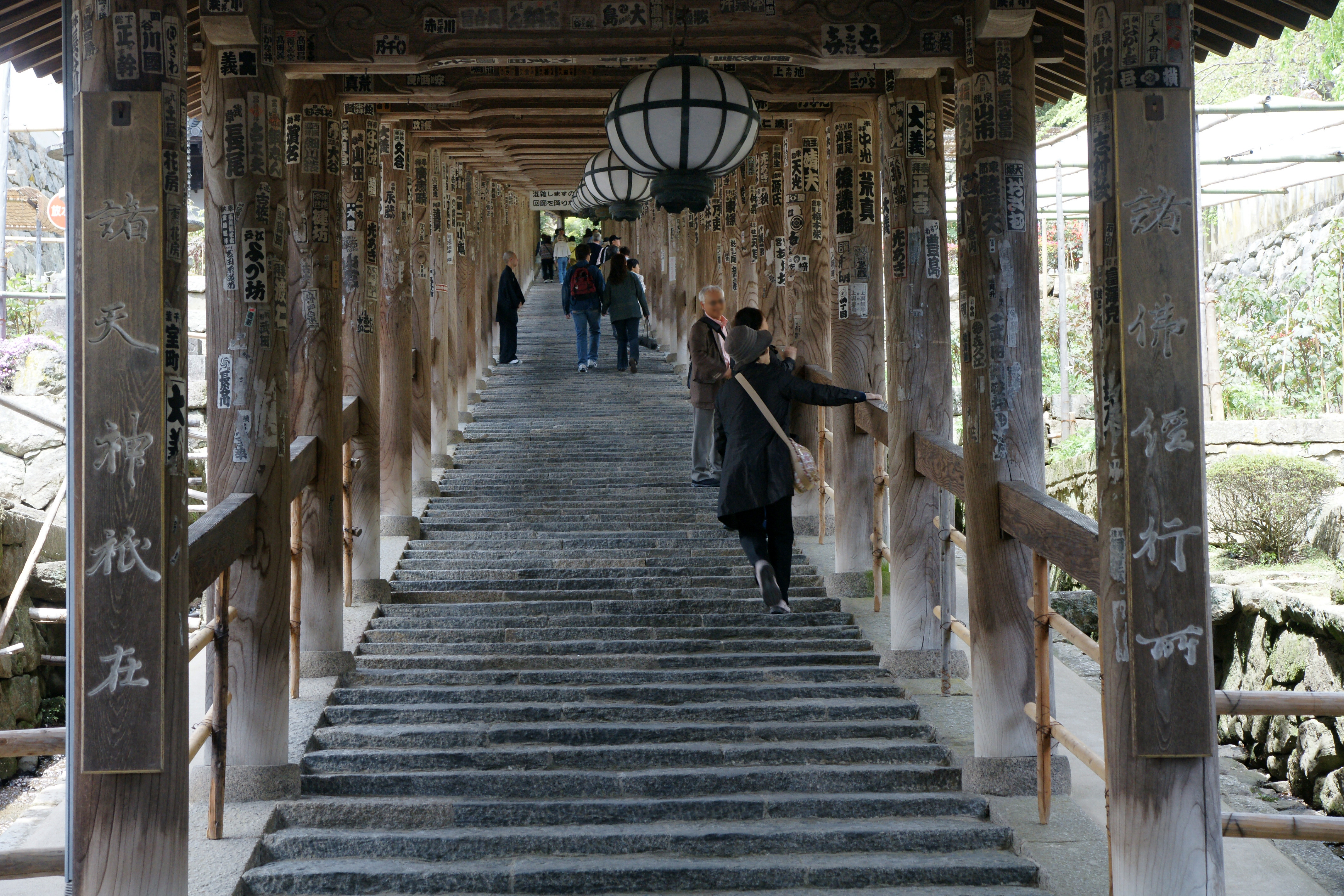
下登廊
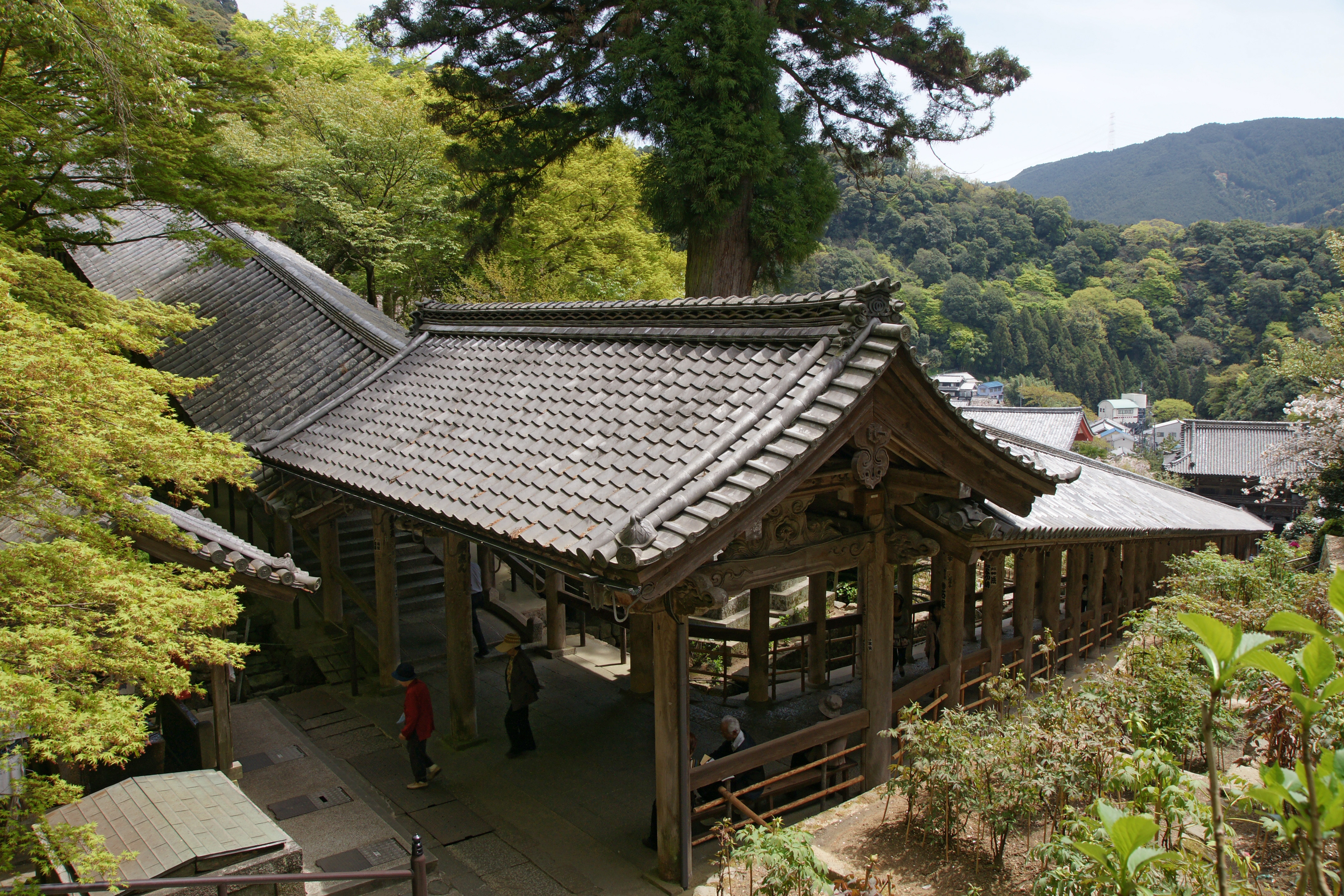
繋屋（下登廊と中登廊の繋）
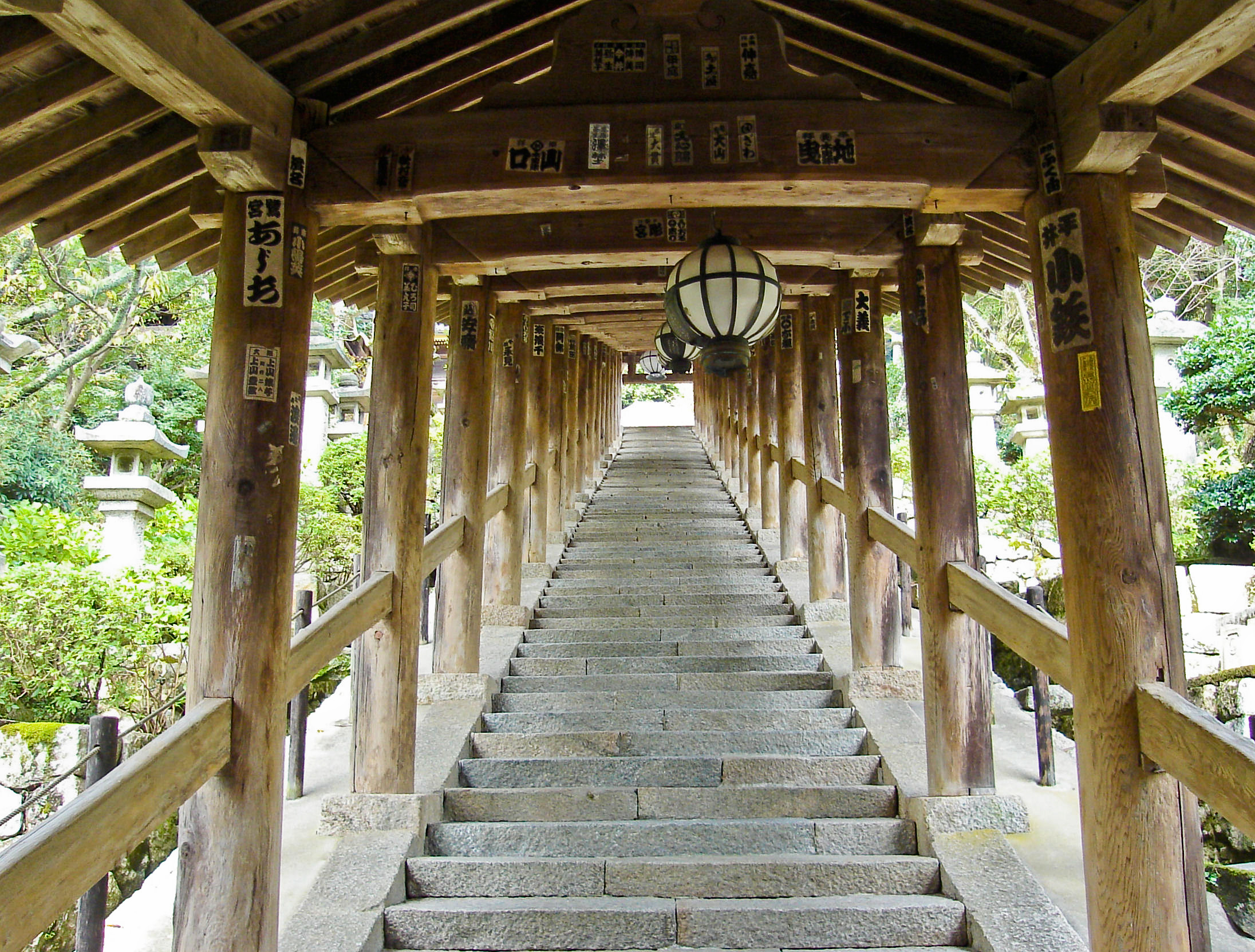
中登廊
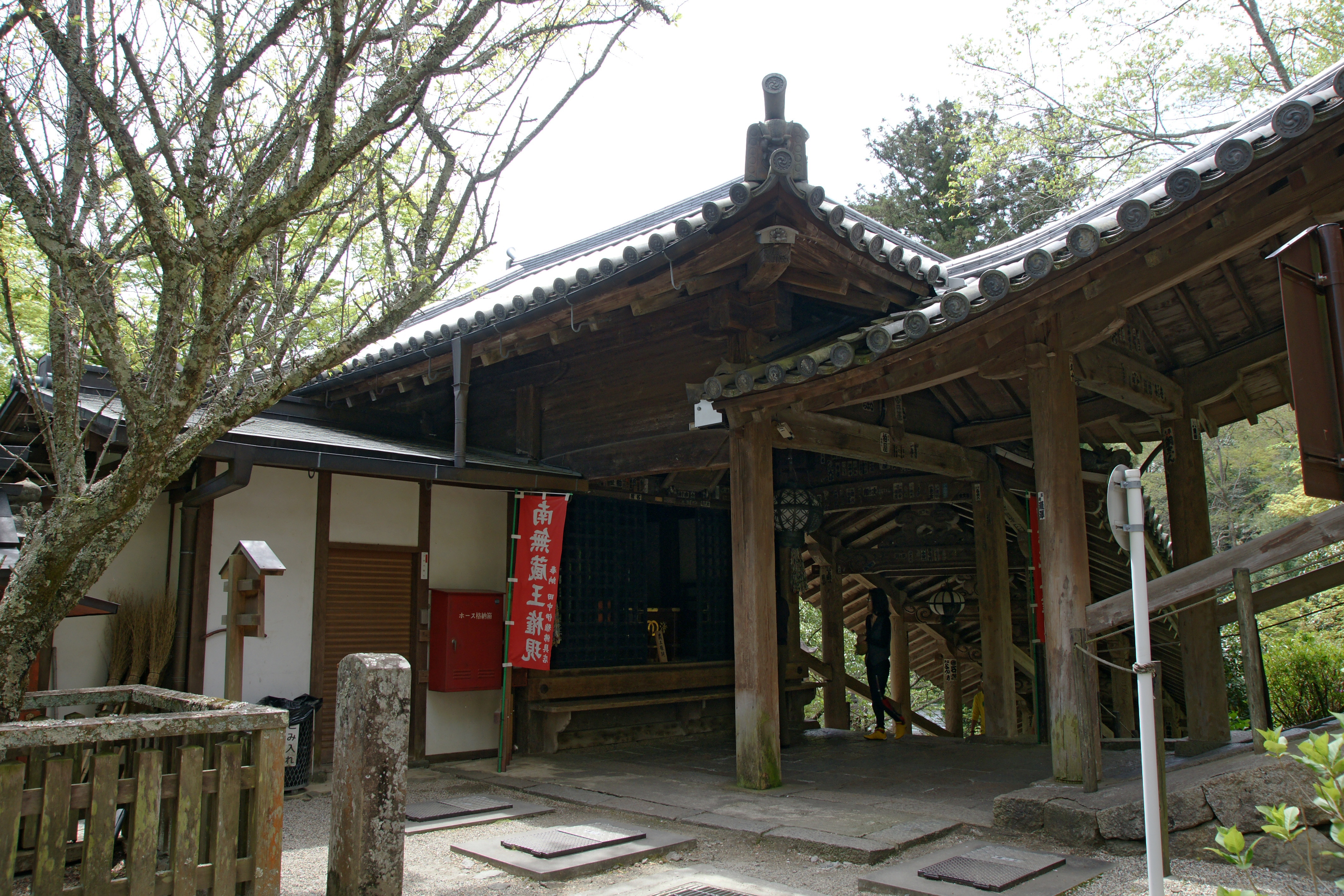
蔵王堂（中登廊と上登廊の繋）
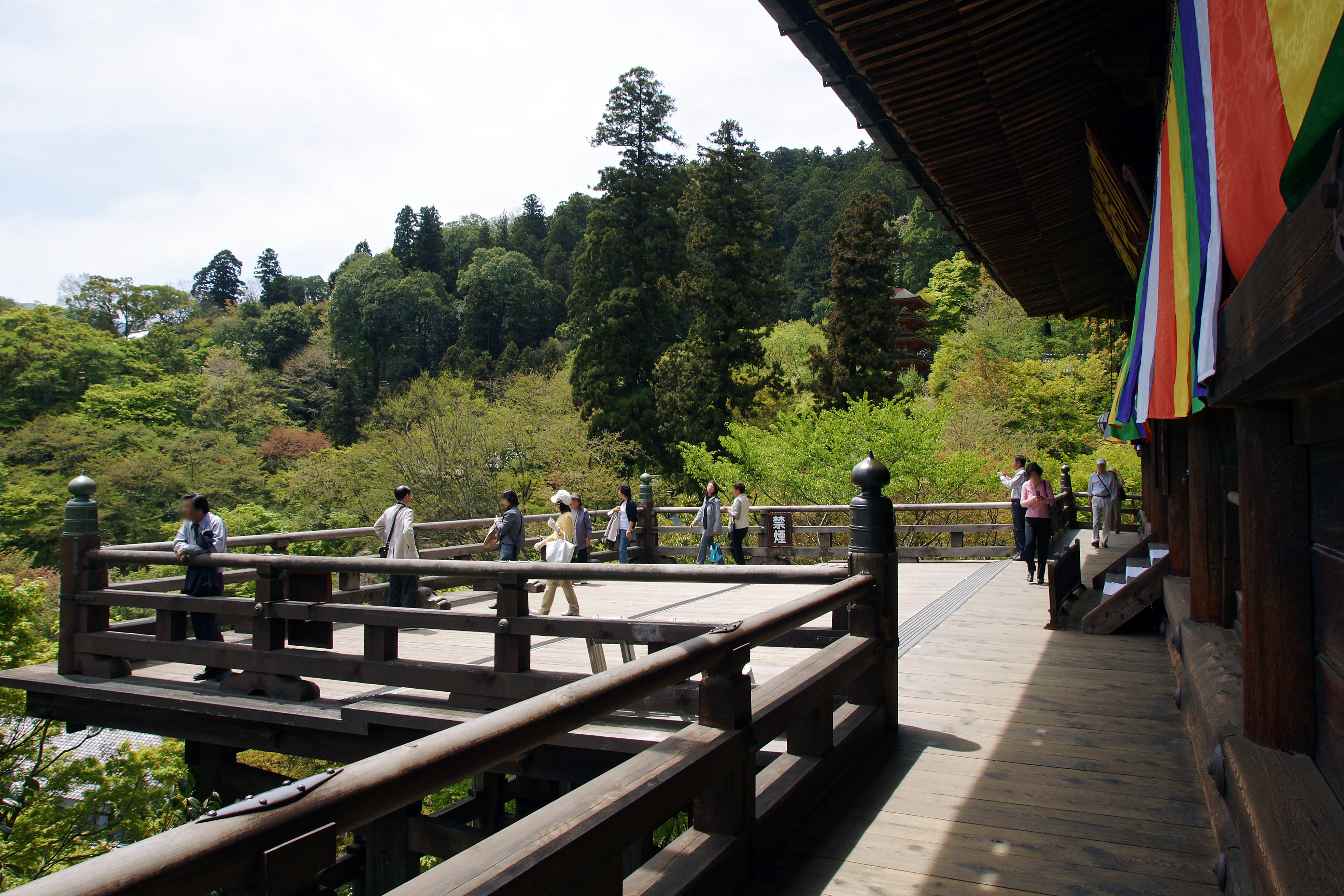
本堂の舞台
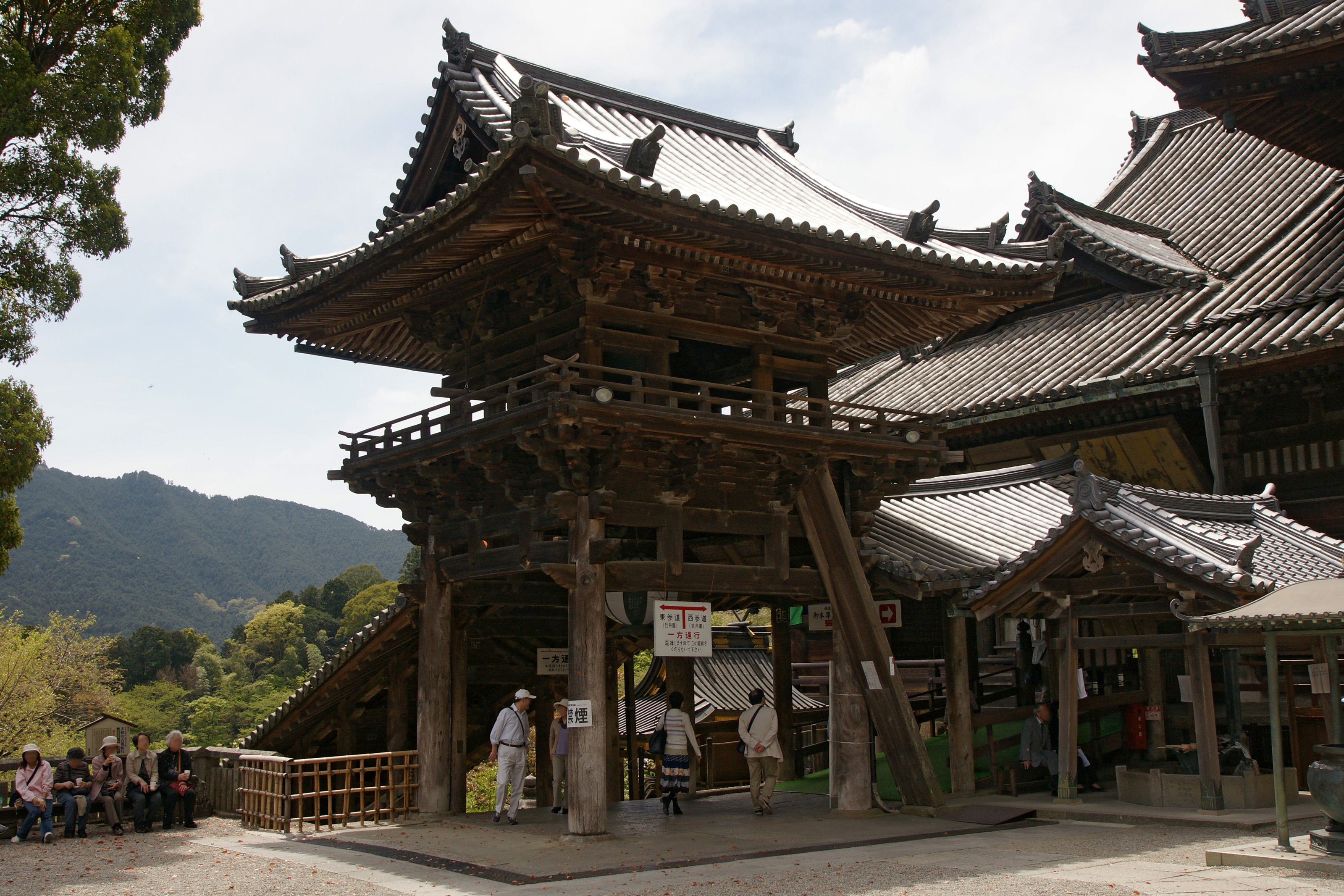
鐘楼（右に繋廊が接続、その右は本堂）
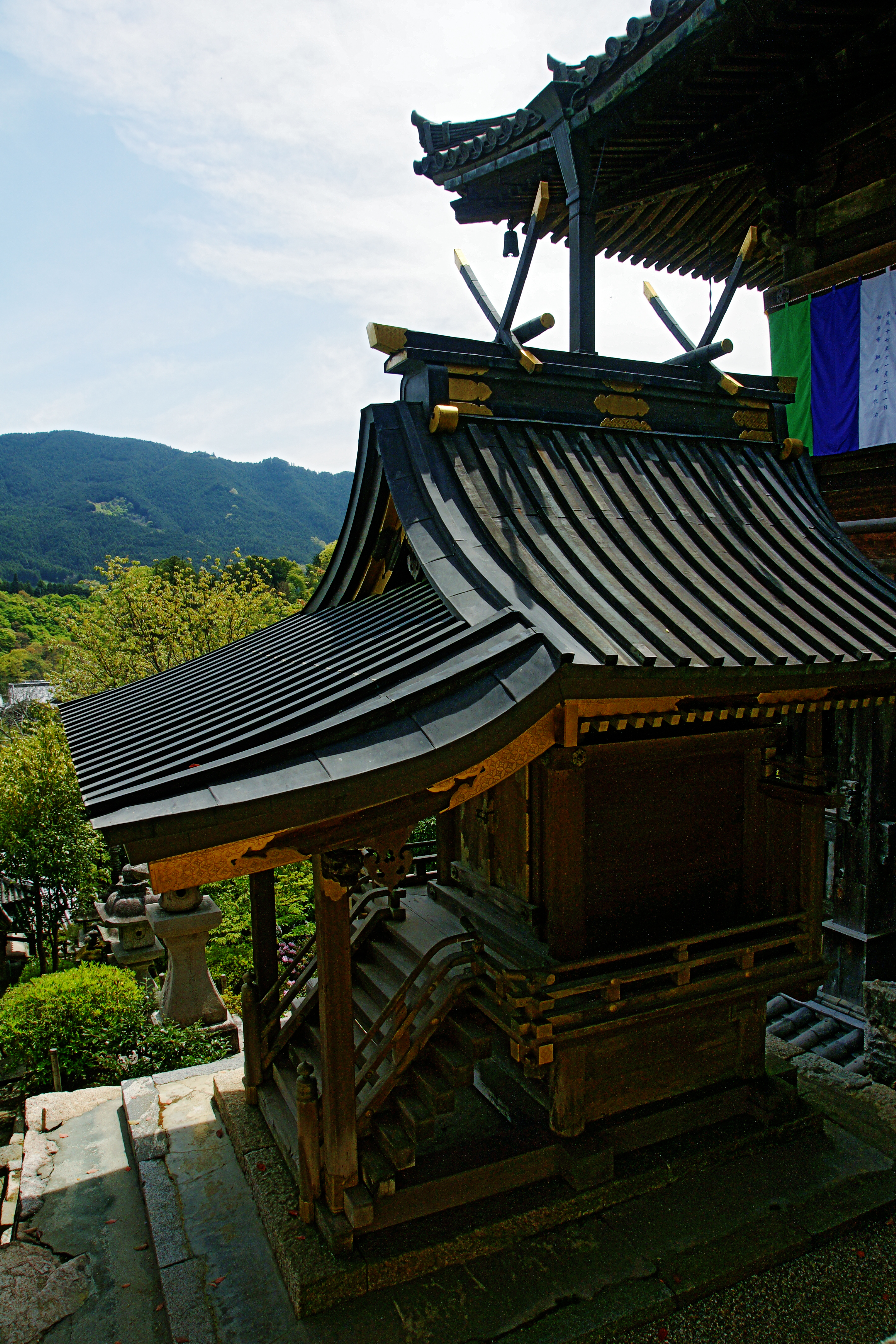
三百余社
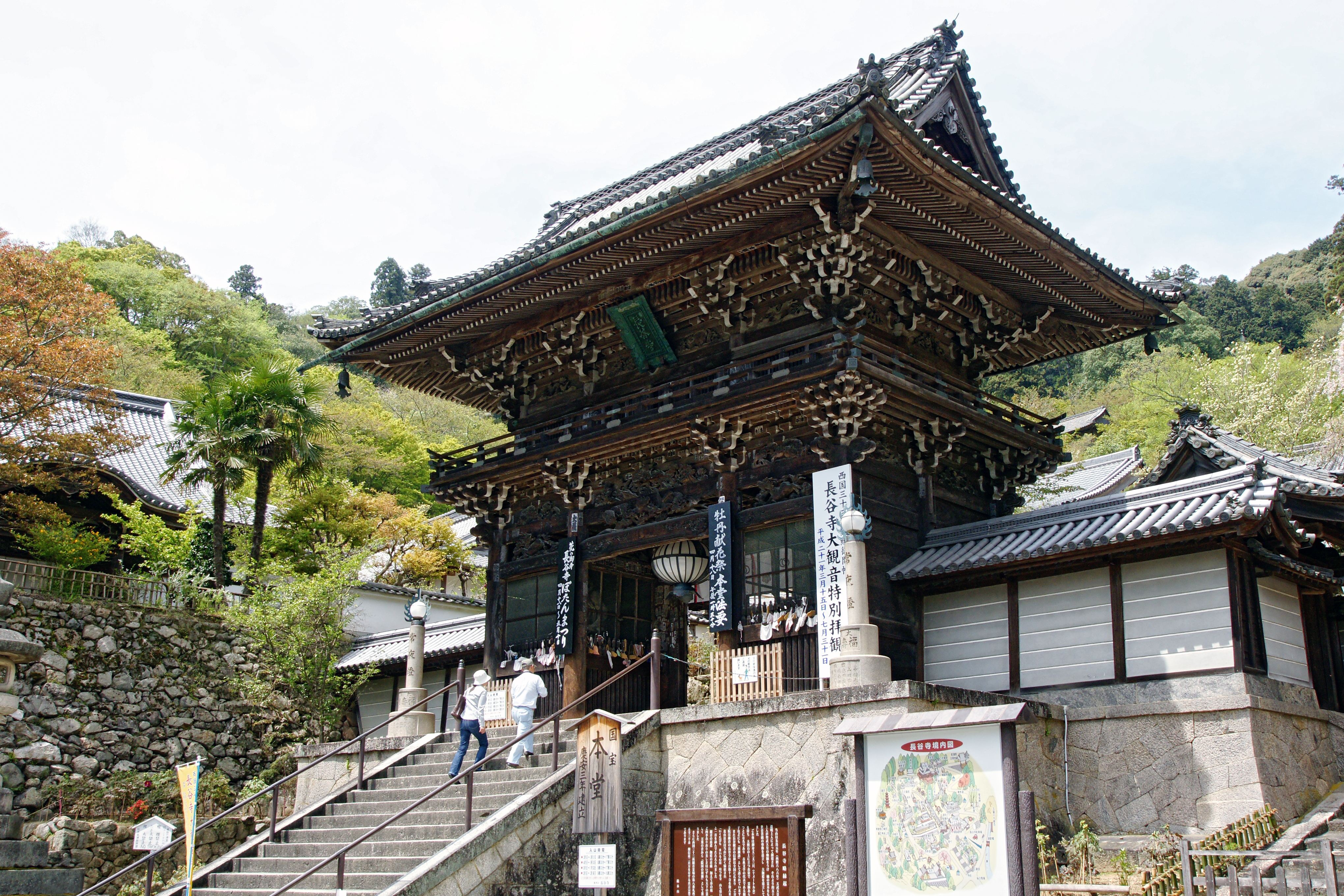
仁王門
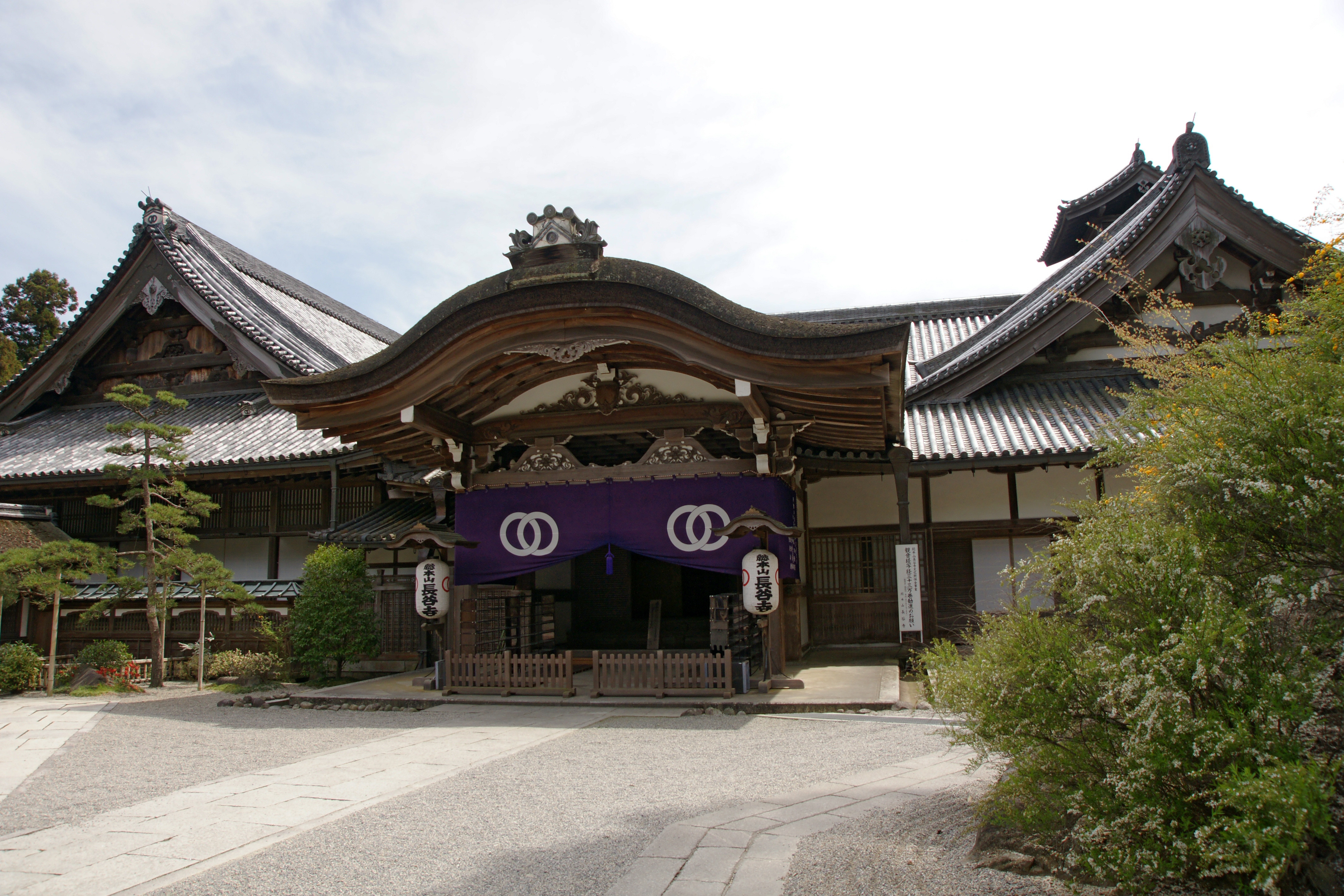
本坊（左は大講堂、右は大玄関および庫裏）
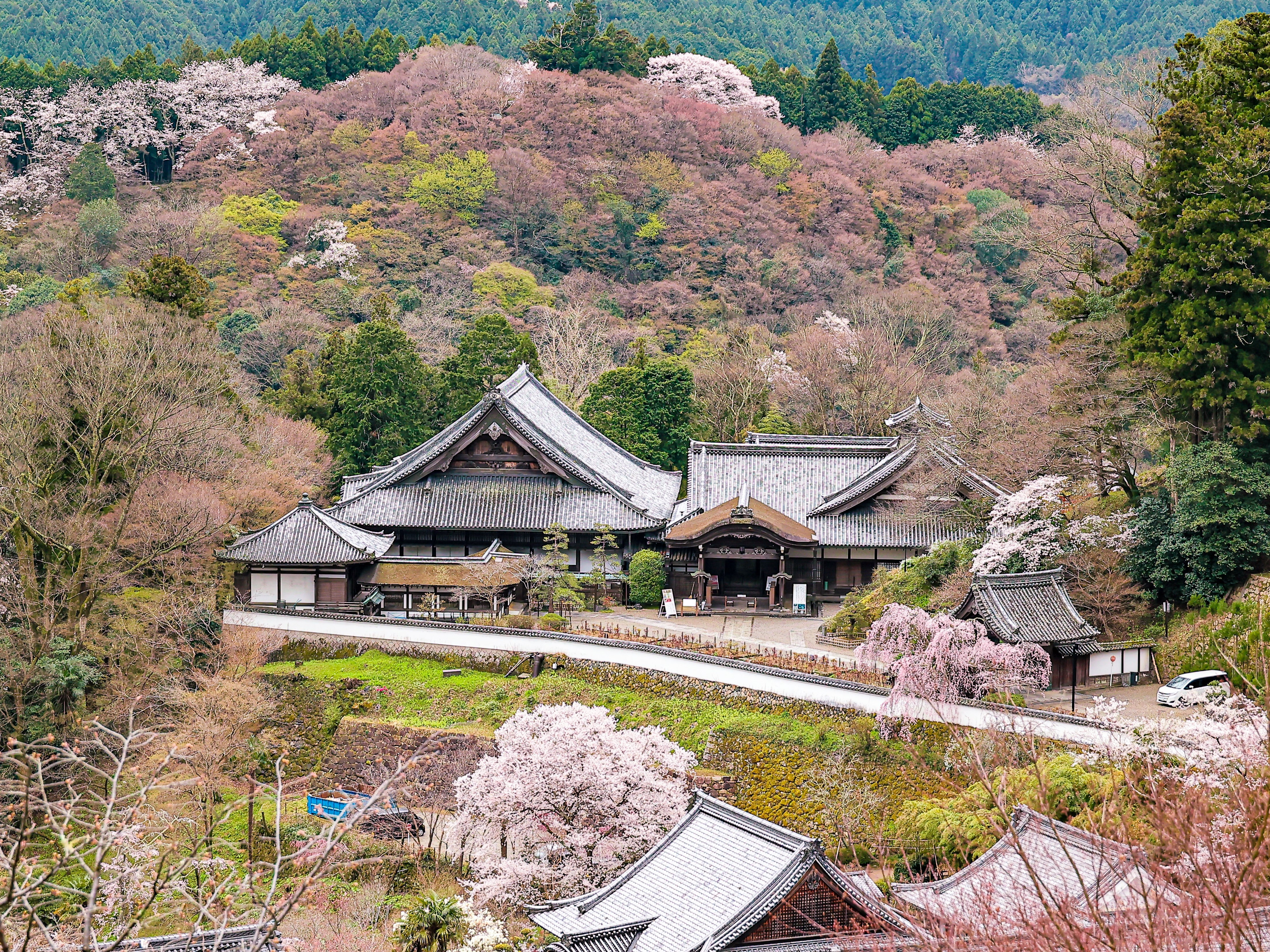
春の本坊全景

## 文化財

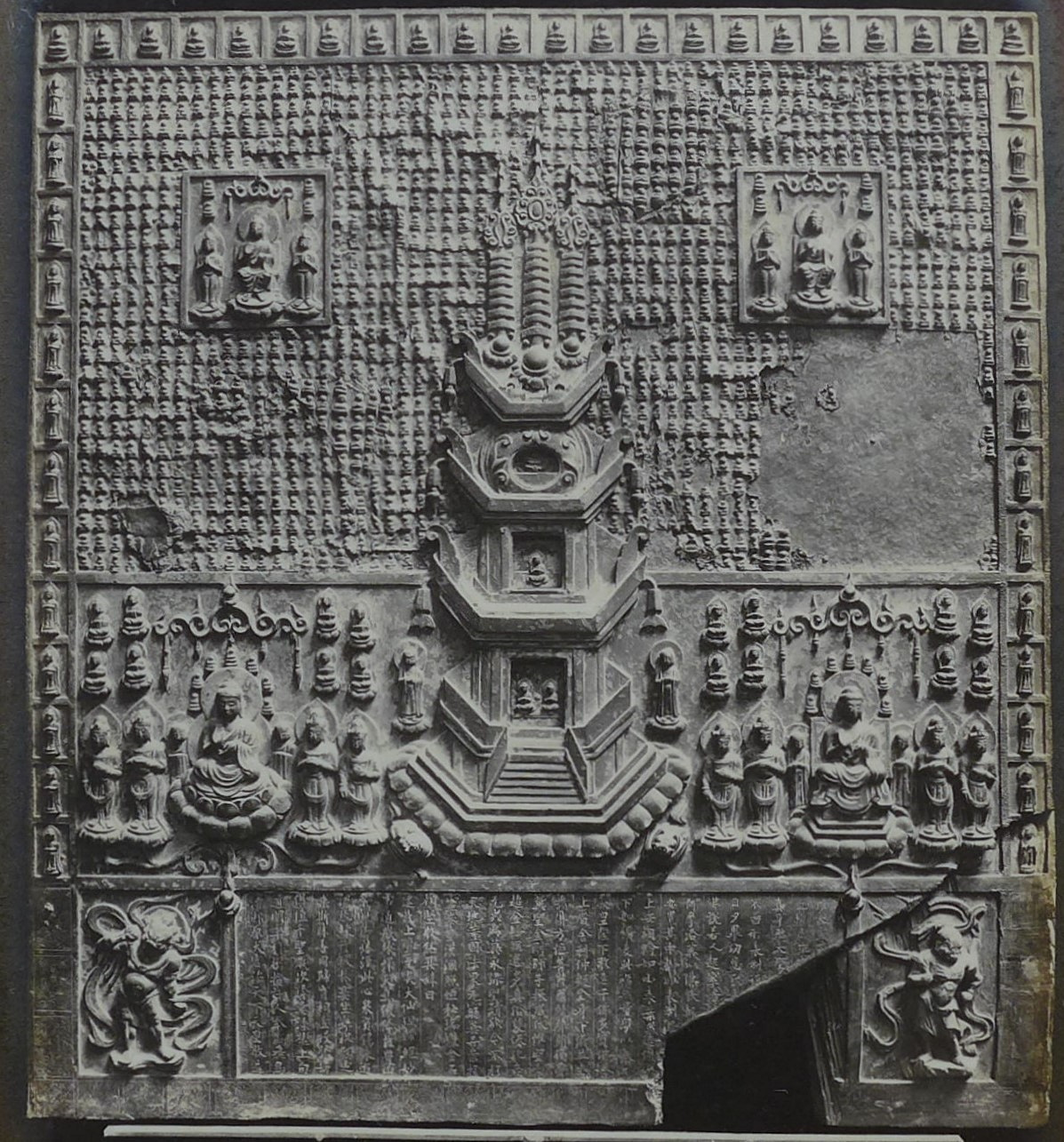
銅板法華説相図

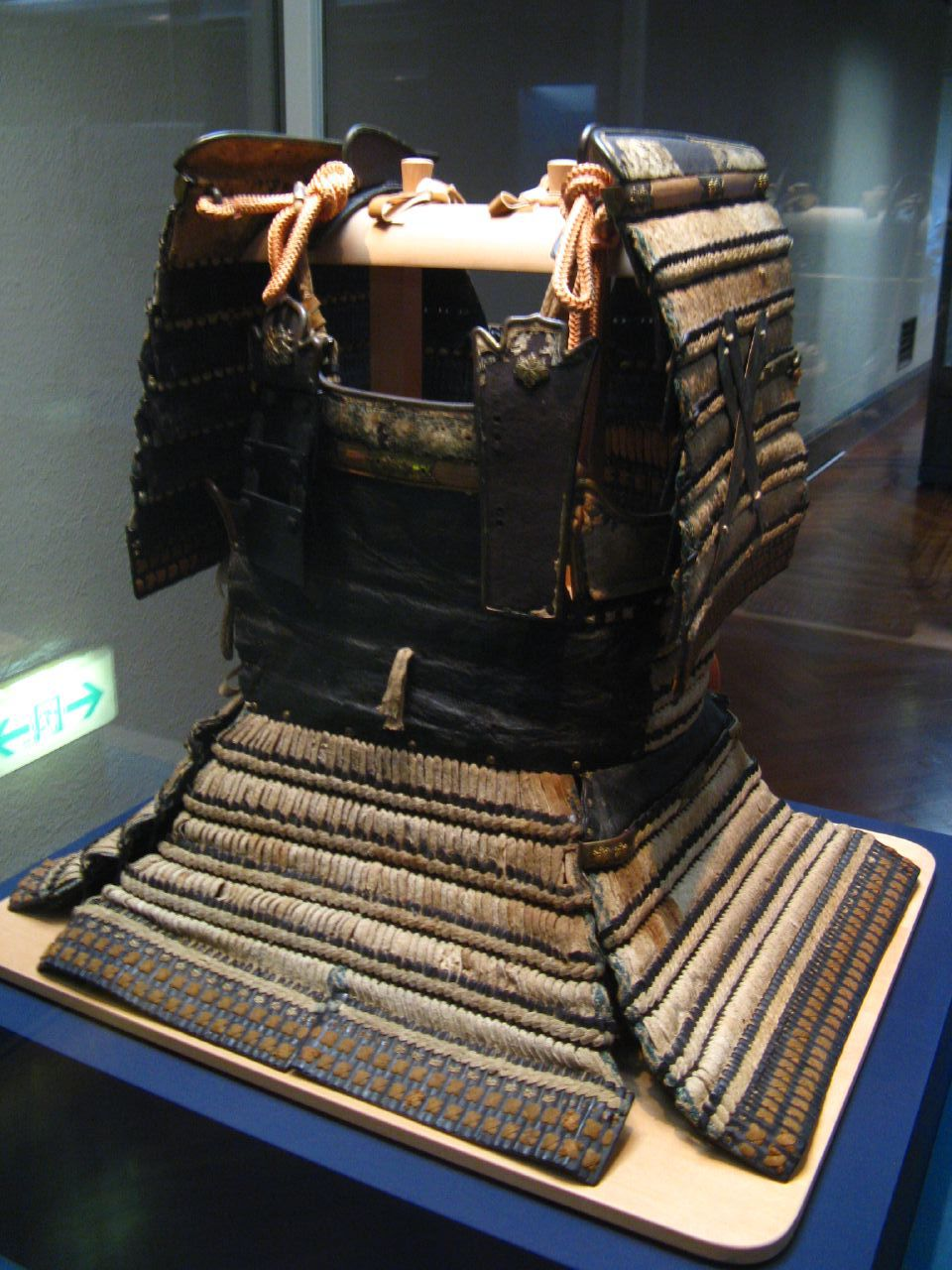
白糸威鎧（重要文化財）

### 国宝
- 本堂
- 銅板法華説相図 - 「千仏多宝仏塔」とも称する。法華経の見宝塔品（けんほうとうほん）で、釈迦が説法していたところ、地中から巨大な宝塔が出現した場面を表現したもの。縦83.3センチメートル、横75.0センチメートルの鋳銅の板に宝塔と諸仏が浮き彫り状に鋳出されている。千仏は、薄い銅板を型に当てて槌で叩き出して成形した、いわゆる押出仏を板面に貼っている。銅板の下部には長文の銘が刻まれている。そこには「戌年」に「飛鳥浄御原で天下を治めた天皇」の病気平癒のため、僧・道明が作ったという意味のことが書かれている。この戌年について、寺伝では天武天皇の朱鳥元年（686年）とするが、研究者の間では干支が一巡した文武天皇2年（698年）の作と見る意見が多い[9]。「工芸品」部門の国宝に指定。奈良国立博物館寄託。
- 法華経（28巻）・観普賢経（1巻）・無量義経（3巻）・阿弥陀経（1巻）・般若心経（1巻）計34巻（附：蒔絵経箱） - 鎌倉時代に制作された「装飾経」の一具で「長谷寺経」と通称される。本文の用紙は金銀の切箔などで装飾し、巻き軸には水晶を用いるなど、装飾をこらしている。奈良国立博物館寄託。

### 重要文化財
- 長谷寺 9棟[注 2]
  - 繋廊
  - 三百余社
  - 鐘楼
  - 登廊5棟（上登廊、繋屋、中登廊、蔵王堂、下登廊）（附：水屋）
  - 仁王門
  - 附指定は以下
    - 棟札 2枚 造立慶安三年庚寅六月供養
    - 平瓦 1枚 慶安元年五月九日
    - 平面図及び本堂建地割 3枚
    - 長谷寺境内伽藍諸建物惣絵図 4枚
    - 長谷寺御造営方諸色入用銀目録 1冊 慶安三庚寅年十二月二十一日
- 長谷寺本坊 8棟[10]
  - 大講堂
  - 大玄関及び庫裏
  - 奥書院
  - 小書院
  - 護摩堂
  - 唐門及び回廊
  - 中雀門
  - 土蔵
  - 附：設計図面122枚
- 絹本著色阿弥陀来迎図
- 絹本著色浄土曼荼羅図
- 紙本白描高雄曼荼羅図像（胎蔵界巻第一、三、四、五 金剛界巻第一、二 ）
- 木造十一面観音立像（本堂安置）附：木造難陀龍王立像及び像内納入品、木造赤精童子立像及び像内納入品（納入品明細は後出）
- 銅造十一面観音立像
- 木造地蔵菩薩立像
- 木造不動明王坐像
- 金鼓 建久三年銘 - 奈良国立博物館寄託。
- 三鈷柄剣 - 奈良国立博物館寄託。
- 赤糸威鎧 大袖付、白糸威鎧 大袖付、鷹羽威鎧 大袖付、三目札鎧（附:脇楯）、藍韋威肩赤大袖 - かつては長谷寺の鎮守社であった與喜天満神社に伝来しており、永禄3年（1560年）に北畠教謙が廊坊宗賢へ、松永久秀との合戦における戦功を賞して自分の鎧を与えたものを天正20年（1592年）に同社へ奉納したとされる[11][12][13][14][15]。
- 銅錫杖頭 2柄 各建長三年銘
- 宋版一切経 2,766帖
- 僻連抄 観応二年（1351年）書写奥書

能満院所有
- 絹本著色地蔵十王像
- 絹本著色春日曼荼羅図
- 絹本著色十一面観音像
- 黒漆四方殿舎利厨子

普門院所有
- 木造不動明王坐像

※典拠：2000年（平成12年）までの指定物件については、『国宝・重要文化財大全 別巻』（所有者別総合目録・名称総索引・統計資料）（毎日新聞社、2000）による。それ以降の指定物件については個別に脚注を付した。

### 国指定天然記念物
- 与喜山暖帯林 - 長谷寺の寺領で、長谷寺が管理している[16][17]。

### 奈良県指定有形文化財
- 木造地蔵菩薩立像
- 木造定和上人坐像
- 長谷寺一切経蔵
- 絹本著色興教大師像
- 絹本著色春日曼荼羅図 - 奈良国立博物館寄託。
- 紙本著色本尊十一面観音御影
- 紙本著色長谷寺縁起 - 奈良国立博物館寄託。
- 紙本白描不動明王図像/紙本白描愛染明王図像
- 孔雀文銅磐 - 奈良国立博物館寄託。
- 金銅五鈷鈴
- 悉曇蔵　自第三至第八 - 奈良国立博物館寄託。
- 長谷寺版両界曼荼羅板木

能満院所有
- 絹本著色阿弥陀浄土図（伝智光曼荼羅） - 奈良国立博物館寄託。
- 絹本著色普賢十羅刹女像 - 奈良国立博物館寄託。
- 絹本著色天川弁才天曼荼羅図 - 奈良国立博物館寄託。

### 奈良県指定有形民俗文化財
- 応安連歌新式等並びに天神御影

### 桜井市指定有形文化財
- 銅花瓶

## 入山
| 時期       | 入山時間     |
| ---------- | ------------ |
| 4月 - 9月  | 8:30 - 17:00 |
| 10月 - 3月 | 9:00 - 16:30 |

| 区分           | 入山料金（個人） |
| -------------- | ---------------- |
| 大人・中高校生 | 500円            |
| 小学生・障害者 | 250円            |

## 年中行事
| 行事の名称       | 時期                |
| ---------------- | ------------------- |
| 本尊元旦開帳法要 | 1月1日              |
| 仁王会           | 1月1日 - 1月7日     |
| 修正会           | 1月1日 - 1月7日     |
| 仏名会           | 1月8日 - 1月10日    |
| 星祭             | 1月28日 - 2月3日    |
| 三社権現網懸祭   | 旧暦1月11日         |
| 節分会           | 2月3日              |
| 大黒天祭         | 2月3日              |
| 修二会           | 2月8日 - 2月14日    |
| だだおし法要     | 2月14日             |
| 常楽会（涅槃会） | 3月15日             |
| 彼岸会           | 3月17日 - 3月23日   |
| 釈尊降誕会       | 4月8日              |
| ぼたんまつり     | 4月中旬 - 5月上旬   |
| ぼたん献花祭     | 4月中旬             |
| 春季特別寺宝展   | 4月 - 5月           |
| お茶会           | 4月下旬             |
| 専誉僧正恩徳会   | 5月5日              |
| 弘法大師誕生会   | 6月15日             |
| 興教大師誕生会   | 6月17日             |
| 盂蘭盆会         | 8月13日 - 15日      |
| 彼岸会           | 9月20日 - 26日      |
| もみじまつり     | 10月上旬 - 12月上旬 |
| 秋季特別寺宝展   | 10月 - 12月         |
| もみじ茶会       | 11月下旬            |
| 陀羅尼会         | 12月12日            |
| 除夜本尊閉帳法要 | 12月31日            |
| 観音万燈会       | 12月31日 - 1月3日   |

## 前後の札所
西国三十三所
番外 法起院　-　8 長谷寺　-　9 興福寺南円堂
真言宗十八本山
15 西大寺　-　16 長谷寺　-　17 根来寺
神仏霊場巡拝の道
34 安倍文殊院　-　35 長谷寺　-　36 室生寺

## 天狗杉
（話の内容には諸説あり）
寺の僧侶・英岳（芙岳）が小僧であった頃、山に住む天狗達が夜な夜な寺に悪戯をしにきていた。英岳は和尚に「山の杉の木を切り倒せば天狗の住処はなくなり寺の材木にも使えます」と進言したが和尚に「修行に励みもせぬのに何を言うか」と言われた。修行嫌いの英岳であったが、それからは他の僧侶の誘いや天狗のからかいにもめげず修行に励み60歳をこえて寺の能化（大僧正）になった。英岳は杉を伐採し寺の材木に使おうと木こりに命じて杉を次々と切り倒していった。瞬く間に天狗達は住処を追われ許しを乞うが英岳は止めようとはしなかった。しかし最後の1本になった時に英岳は「私が修行に励みこのようになれたのも天狗たちのおかげである」と言い、1本だけを残すことにした。

## 隔夜参り
長谷寺は平安時代から大正までの長い間、1夜交代で奈良と初瀬を行き来し、念仏を唱え双方の社寺に参詣し、それぞれの宿坊に泊まる修行を1000日以上続ける、「隔夜参り」の信仰対象となった。この修行をする者を隔夜僧、あるいは隔夜聖などと称したが、隔夜僧達が泊まる奈良側の宿坊は高畑の隔夜堂であり、長谷寺側の宿坊は石打不動尊の上あたりにかつてあった隔夜堂であった。長谷寺現参道の北、石打不動尊 - 崇蓮寺 - 山門下の“桜の馬場”を結ぶ小径を、かつては「かくや道」と呼び、隔夜信仰の参詣路であったという。

## その他

### ドキュメンタリー
- 新日本風土記「鬼と炎の奈良」（2021年4月9日、NHK-BS）[23]

## 所在地
- 奈良県桜井市初瀬731-1

## アクセス
- 近鉄大阪線 長谷寺駅より徒歩約23分。